# 1546
Portal Geschichte | Portal Biografien | Aktuelle Ereignisse | Jahreskalender | Tagesartikel

◄ |
15. Jahrhundert |
16. Jahrhundert
| 17. Jahrhundert | ►

◄ |
1510er |
1520er |
1530er |
1540er
| 1550er | 1560er | 1570er | ►

◄◄ |
◄ |
1542 |
1543 |
1544 |
1545 |
1546
| 1547 | 1548 | 1549 | 1550 | ► | ►►
Staatsoberhäupter  · Nekrolog   · Musikjahr
| Januar | Januar | Januar | Januar | Januar | Januar | Januar | Januar |
| Kw     | Mo     | Di     | Mi     | Do     | Fr     | Sa     | So     |
| ------ | ------ | ------ | ------ | ------ | ------ | ------ | ------ |
| 53     |        |        |        |        | 1      | 2      | 3      |
| 1      | 4      | 5      | 6      | 7      | 8      | 9      | 10     |
| 2      | 11     | 12     | 13     | 14     | 15     | 16     | 17     |
| 3      | 18     | 19     | 20     | 21     | 22     | 23     | 24     |
| 4      | 25     | 26     | 27     | 28     | 29     | 30     | 31     |

| Februar | Februar | Februar | Februar | Februar | Februar | Februar | Februar |
| Kw      | Mo      | Di      | Mi      | Do      | Fr      | Sa      | So      |
| ------- | ------- | ------- | ------- | ------- | ------- | ------- | ------- |
| 5       | 1       | 2       | 3       | 4       | 5       | 6       | 7       |
| 6       | 8       | 9       | 10      | 11      | 12      | 13      | 14      |
| 7       | 15      | 16      | 17      | 18      | 19      | 20      | 21      |
| 8       | 22      | 23      | 24      | 25      | 26      | 27      | 28      |

| März | März | März | März | März | März | März | März |
| Kw   | Mo   | Di   | Mi   | Do   | Fr   | Sa   | So   |
| ---- | ---- | ---- | ---- | ---- | ---- | ---- | ---- |
| 9    | 1    | 2    | 3    | 4    | 5    | 6    | 7    |
| 10   | 8    | 9    | 10   | 11   | 12   | 13   | 14   |
| 11   | 15   | 16   | 17   | 18   | 19   | 20   | 21   |
| 12   | 22   | 23   | 24   | 25   | 26   | 27   | 28   |
| 13   | 29   | 30   | 31   |      |      |      |      |

| April | April | April | April | April | April | April | April |
| Kw    | Mo    | Di    | Mi    | Do    | Fr    | Sa    | So    |
| ----- | ----- | ----- | ----- | ----- | ----- | ----- | ----- |
| 13    |       |       |       | 1     | 2     | 3     | 4     |
| 14    | 5     | 6     | 7     | 8     | 9     | 10    | 11    |
| 15    | 12    | 13    | 14    | 15    | 16    | 17    | 18    |
| 16    | 19    | 20    | 21    | 22    | 23    | 24    | 25    |
| 17    | 26    | 27    | 28    | 29    | 30    |       |       |

| Mai | Mai | Mai | Mai | Mai | Mai | Mai | Mai |
| Kw  | Mo  | Di  | Mi  | Do  | Fr  | Sa  | So  |
| --- | --- | --- | --- | --- | --- | --- | --- |
| 17  |     |     |     |     |     | 1   | 2   |
| 18  | 3   | 4   | 5   | 6   | 7   | 8   | 9   |
| 19  | 10  | 11  | 12  | 13  | 14  | 15  | 16  |
| 20  | 17  | 18  | 19  | 20  | 21  | 22  | 23  |
| 21  | 24  | 25  | 26  | 27  | 28  | 29  | 30  |
| 22  | 31  |     |     |     |     |     |     |

| Juni | Juni | Juni | Juni | Juni | Juni | Juni | Juni |
| Kw   | Mo   | Di   | Mi   | Do   | Fr   | Sa   | So   |
| ---- | ---- | ---- | ---- | ---- | ---- | ---- | ---- |
| 22   |      | 1    | 2    | 3    | 4    | 5    | 6    |
| 23   | 7    | 8    | 9    | 10   | 11   | 12   | 13   |
| 24   | 14   | 15   | 16   | 17   | 18   | 19   | 20   |
| 25   | 21   | 22   | 23   | 24   | 25   | 26   | 27   |
| 26   | 28   | 29   | 30   |      |      |      |      |

| Juli | Juli | Juli | Juli | Juli | Juli | Juli | Juli |
| Kw   | Mo   | Di   | Mi   | Do   | Fr   | Sa   | So   |
| ---- | ---- | ---- | ---- | ---- | ---- | ---- | ---- |
| 26   |      |      |      | 1    | 2    | 3    | 4    |
| 27   | 5    | 6    | 7    | 8    | 9    | 10   | 11   |
| 28   | 12   | 13   | 14   | 15   | 16   | 17   | 18   |
| 29   | 19   | 20   | 21   | 22   | 23   | 24   | 25   |
| 30   | 26   | 27   | 28   | 29   | 30   | 31   |      |

| August | August | August | August | August | August | August | August |
| Kw     | Mo     | Di     | Mi     | Do     | Fr     | Sa     | So     |
| ------ | ------ | ------ | ------ | ------ | ------ | ------ | ------ |
| 30     |        |        |        |        |        |        | 1      |
| 31     | 2      | 3      | 4      | 5      | 6      | 7      | 8      |
| 32     | 9      | 10     | 11     | 12     | 13     | 14     | 15     |
| 33     | 16     | 17     | 18     | 19     | 20     | 21     | 22     |
| 34     | 23     | 24     | 25     | 26     | 27     | 28     | 29     |
| 35     | 30     | 31     |        |        |        |        |        |

| September | September | September | September | September | September | September | September |
| Kw        | Mo        | Di        | Mi        | Do        | Fr        | Sa        | So        |
| --------- | --------- | --------- | --------- | --------- | --------- | --------- | --------- |
| 35        |           |           | 1         | 2         | 3         | 4         | 5         |
| 36        | 6         | 7         | 8         | 9         | 10        | 11        | 12        |
| 37        | 13        | 14        | 15        | 16        | 17        | 18        | 19        |
| 38        | 20        | 21        | 22        | 23        | 24        | 25        | 26        |
| 39        | 27        | 28        | 29        | 30        |           |           |           |

| Oktober | Oktober | Oktober | Oktober | Oktober | Oktober | Oktober | Oktober |
| Kw      | Mo      | Di      | Mi      | Do      | Fr      | Sa      | So      |
| ------- | ------- | ------- | ------- | ------- | ------- | ------- | ------- |
| 39      |         |         |         |         | 1       | 2       | 3       |
| 40      | 4       | 5       | 6       | 7       | 8       | 9       | 10      |
| 41      | 11      | 12      | 13      | 14      | 15      | 16      | 17      |
| 42      | 18      | 19      | 20      | 21      | 22      | 23      | 24      |
| 43      | 25      | 26      | 27      | 28      | 29      | 30      | 31      |

| November | November | November | November | November | November | November | November |
| Kw       | Mo       | Di       | Mi       | Do       | Fr       | Sa       | So       |
| -------- | -------- | -------- | -------- | -------- | -------- | -------- | -------- |
| 44       | 1        | 2        | 3        | 4        | 5        | 6        | 7        |
| 45       | 8        | 9        | 10       | 11       | 12       | 13       | 14       |
| 46       | 15       | 16       | 17       | 18       | 19       | 20       | 21       |
| 47       | 22       | 23       | 24       | 25       | 26       | 27       | 28       |
| 48       | 29       | 30       |          |          |          |          |          |

| Dezember | Dezember | Dezember | Dezember | Dezember | Dezember | Dezember | Dezember |
| Kw       | Mo       | Di       | Mi       | Do       | Fr       | Sa       | So       |
| -------- | -------- | -------- | -------- | -------- | -------- | -------- | -------- |
| 48       |          |          | 1        | 2        | 3        | 4        | 5        |
| 49       | 6        | 7        | 8        | 9        | 10       | 11       | 12       |
| 50       | 13       | 14       | 15       | 16       | 17       | 18       | 19       |
| 51       | 20       | 21       | 22       | 23       | 24       | 25       | 26       |
| 52       | 27       | 28       | 29       | 30       | 31       |          |          |

| Januar | Januar | Januar | Januar | Januar | Januar | Januar | Januar |
| Kw     | Mo     | Di     | Mi     | Do     | Fr     | Sa     | So     |
| ------ | ------ | ------ | ------ | ------ | ------ | ------ | ------ |
| 53     |        |        |        |        | 1      | 2      | 3      |
| 1      | 4      | 5      | 6      | 7      | 8      | 9      | 10     |
| 2      | 11     | 12     | 13     | 14     | 15     | 16     | 17     |
| 3      | 18     | 19     | 20     | 21     | 22     | 23     | 24     |
| 4      | 25     | 26     | 27     | 28     | 29     | 30     | 31     |

| Februar | Februar | Februar | Februar | Februar | Februar | Februar | Februar |
| Kw      | Mo      | Di      | Mi      | Do      | Fr      | Sa      | So      |
| ------- | ------- | ------- | ------- | ------- | ------- | ------- | ------- |
| 5       | 1       | 2       | 3       | 4       | 5       | 6       | 7       |
| 6       | 8       | 9       | 10      | 11      | 12      | 13      | 14      |
| 7       | 15      | 16      | 17      | 18      | 19      | 20      | 21      |
| 8       | 22      | 23      | 24      | 25      | 26      | 27      | 28      |

| März | März | März | März | März | März | März | März |
| Kw   | Mo   | Di   | Mi   | Do   | Fr   | Sa   | So   |
| ---- | ---- | ---- | ---- | ---- | ---- | ---- | ---- |
| 9    | 1    | 2    | 3    | 4    | 5    | 6    | 7    |
| 10   | 8    | 9    | 10   | 11   | 12   | 13   | 14   |
| 11   | 15   | 16   | 17   | 18   | 19   | 20   | 21   |
| 12   | 22   | 23   | 24   | 25   | 26   | 27   | 28   |
| 13   | 29   | 30   | 31   |      |      |      |      |

| April | April | April | April | April | April | April | April |
| Kw    | Mo    | Di    | Mi    | Do    | Fr    | Sa    | So    |
| ----- | ----- | ----- | ----- | ----- | ----- | ----- | ----- |
| 13    |       |       |       | 1     | 2     | 3     | 4     |
| 14    | 5     | 6     | 7     | 8     | 9     | 10    | 11    |
| 15    | 12    | 13    | 14    | 15    | 16    | 17    | 18    |
| 16    | 19    | 20    | 21    | 22    | 23    | 24    | 25    |
| 17    | 26    | 27    | 28    | 29    | 30    |       |       |

| Mai | Mai | Mai | Mai | Mai | Mai | Mai | Mai |
| Kw  | Mo  | Di  | Mi  | Do  | Fr  | Sa  | So  |
| --- | --- | --- | --- | --- | --- | --- | --- |
| 17  |     |     |     |     |     | 1   | 2   |
| 18  | 3   | 4   | 5   | 6   | 7   | 8   | 9   |
| 19  | 10  | 11  | 12  | 13  | 14  | 15  | 16  |
| 20  | 17  | 18  | 19  | 20  | 21  | 22  | 23  |
| 21  | 24  | 25  | 26  | 27  | 28  | 29  | 30  |
| 22  | 31  |     |     |     |     |     |     |

| Juni | Juni | Juni | Juni | Juni | Juni | Juni | Juni |
| Kw   | Mo   | Di   | Mi   | Do   | Fr   | Sa   | So   |
| ---- | ---- | ---- | ---- | ---- | ---- | ---- | ---- |
| 22   |      | 1    | 2    | 3    | 4    | 5    | 6    |
| 23   | 7    | 8    | 9    | 10   | 11   | 12   | 13   |
| 24   | 14   | 15   | 16   | 17   | 18   | 19   | 20   |
| 25   | 21   | 22   | 23   | 24   | 25   | 26   | 27   |
| 26   | 28   | 29   | 30   |      |      |      |      |

| Juli | Juli | Juli | Juli | Juli | Juli | Juli | Juli |
| Kw   | Mo   | Di   | Mi   | Do   | Fr   | Sa   | So   |
| ---- | ---- | ---- | ---- | ---- | ---- | ---- | ---- |
| 26   |      |      |      | 1    | 2    | 3    | 4    |
| 27   | 5    | 6    | 7    | 8    | 9    | 10   | 11   |
| 28   | 12   | 13   | 14   | 15   | 16   | 17   | 18   |
| 29   | 19   | 20   | 21   | 22   | 23   | 24   | 25   |
| 30   | 26   | 27   | 28   | 29   | 30   | 31   |      |

| August | August | August | August | August | August | August | August |
| Kw     | Mo     | Di     | Mi     | Do     | Fr     | Sa     | So     |
| ------ | ------ | ------ | ------ | ------ | ------ | ------ | ------ |
| 30     |        |        |        |        |        |        | 1      |
| 31     | 2      | 3      | 4      | 5      | 6      | 7      | 8      |
| 32     | 9      | 10     | 11     | 12     | 13     | 14     | 15     |
| 33     | 16     | 17     | 18     | 19     | 20     | 21     | 22     |
| 34     | 23     | 24     | 25     | 26     | 27     | 28     | 29     |
| 35     | 30     | 31     |        |        |        |        |        |

| September | September | September | September | September | September | September | September |
| Kw        | Mo        | Di        | Mi        | Do        | Fr        | Sa        | So        |
| --------- | --------- | --------- | --------- | --------- | --------- | --------- | --------- |
| 35        |           |           | 1         | 2         | 3         | 4         | 5         |
| 36        | 6         | 7         | 8         | 9         | 10        | 11        | 12        |
| 37        | 13        | 14        | 15        | 16        | 17        | 18        | 19        |
| 38        | 20        | 21        | 22        | 23        | 24        | 25        | 26        |
| 39        | 27        | 28        | 29        | 30        |           |           |           |

| Oktober | Oktober | Oktober | Oktober | Oktober | Oktober | Oktober | Oktober |
| Kw      | Mo      | Di      | Mi      | Do      | Fr      | Sa      | So      |
| ------- | ------- | ------- | ------- | ------- | ------- | ------- | ------- |
| 39      |         |         |         |         | 1       | 2       | 3       |
| 40      | 4       | 5       | 6       | 7       | 8       | 9       | 10      |
| 41      | 11      | 12      | 13      | 14      | 15      | 16      | 17      |
| 42      | 18      | 19      | 20      | 21      | 22      | 23      | 24      |
| 43      | 25      | 26      | 27      | 28      | 29      | 30      | 31      |

| November | November | November | November | November | November | November | November |
| Kw       | Mo       | Di       | Mi       | Do       | Fr       | Sa       | So       |
| -------- | -------- | -------- | -------- | -------- | -------- | -------- | -------- |
| 44       | 1        | 2        | 3        | 4        | 5        | 6        | 7        |
| 45       | 8        | 9        | 10       | 11       | 12       | 13       | 14       |
| 46       | 15       | 16       | 17       | 18       | 19       | 20       | 21       |
| 47       | 22       | 23       | 24       | 25       | 26       | 27       | 28       |
| 48       | 29       | 30       |          |          |          |          |          |

| Dezember | Dezember | Dezember | Dezember | Dezember | Dezember | Dezember | Dezember |
| Kw       | Mo       | Di       | Mi       | Do       | Fr       | Sa       | So       |
| -------- | -------- | -------- | -------- | -------- | -------- | -------- | -------- |
| 48       |          |          | 1        | 2        | 3        | 4        | 5        |
| 49       | 6        | 7        | 8        | 9        | 10       | 11       | 12       |
| 50       | 13       | 14       | 15       | 16       | 17       | 18       | 19       |
| 51       | 20       | 21       | 22       | 23       | 24       | 25       | 26       |
| 52       | 27       | 28       | 29       | 30       | 31       |          |          |

## Ereignisse

### Politik und Weltgeschehen

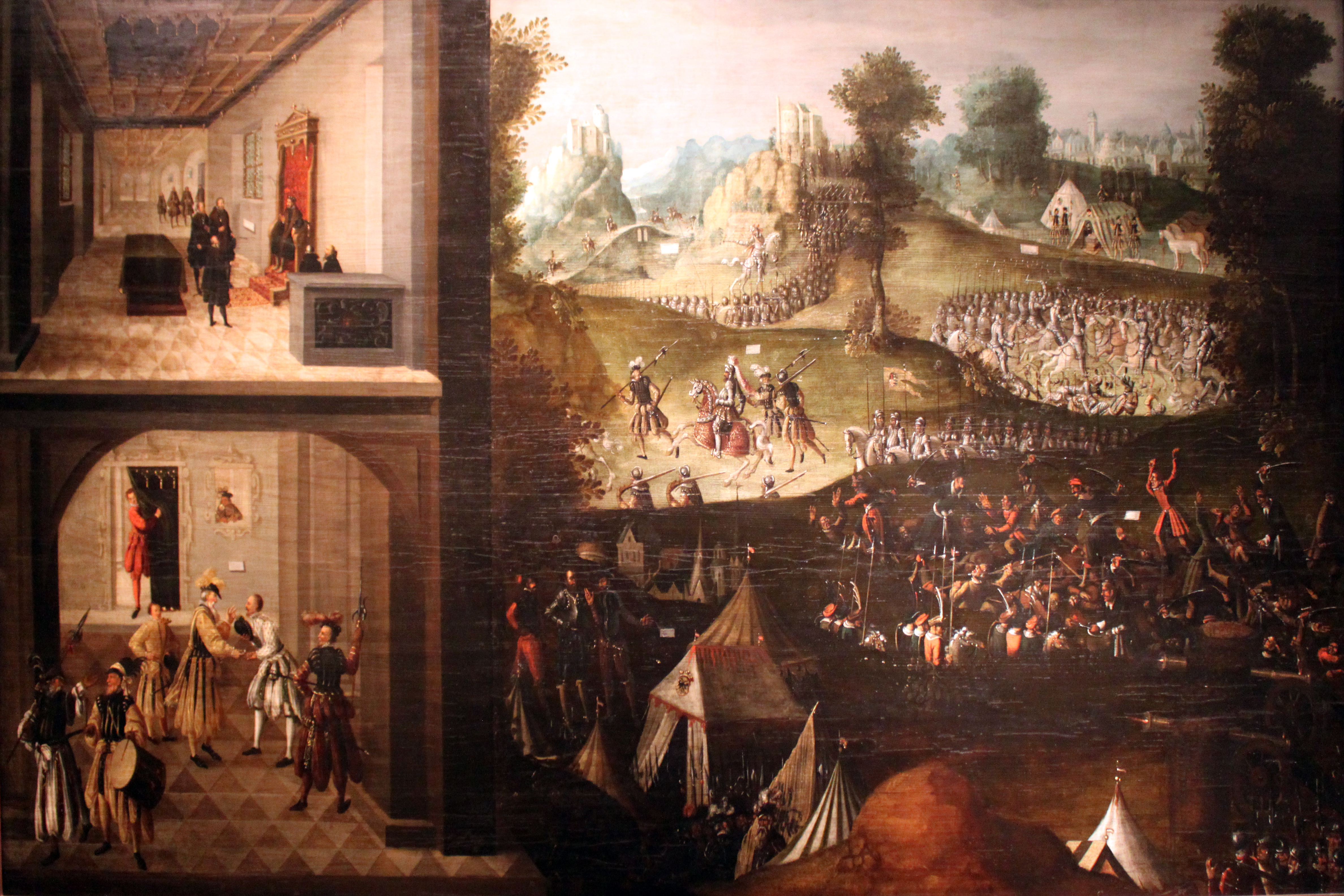
Vorbereitung und Beginn des Schmalkaldischen Krieges

- ab Juni: In Regensburg wird ein Reichstag abgehalten, auf dem Kaiser Karl V. Verbündete gegen den protestantischen Schmalkaldischen Bund sucht. Auf diesem Reichstag lernt Karl V. Barbara Blomberg kennen, mit der er eine kurze, aber stürmische Romanze hat.
- 7. Juni: Karl V. schließt einen Vertrag mit Papst Paul III. Am gleichen Tag schließt er auch einen Vertrag mit Herzog Wilhelm IV. von Bayern, nach dem Bayern im Fall eines Krieges formal neutral bleiben, aber Sammelplätze, Verpflegung und Munition für das kaiserliche Heer bereitstellen wird. Wilhelm IV. erhält dafür die vage Zusage von Territorialgewinnen und die pfälzische Kurwürde.

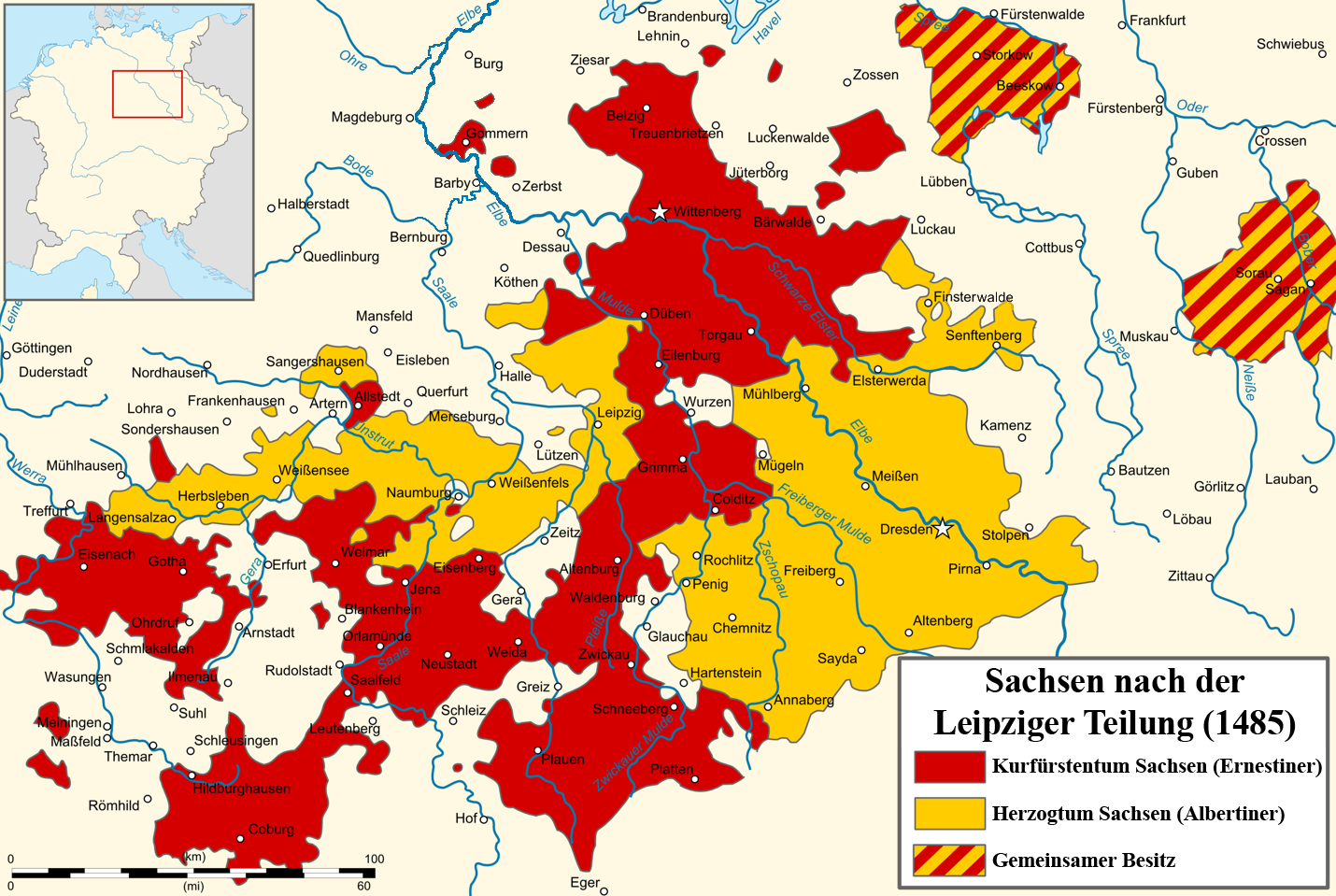
Karte des Kurfürstentums Sachsen (rot) und des Herzogtums Sachsen (gelb)

- 19. Juni: Karl V. unterzeichnet einen Vertrag mit dem protestantischen Herzog Moritz von Sachsen, Oberhaupt der albertinischen Linie der sächsischen Herzöge, dessen Länder einen hohen strategischen Wert in einem Krieg gegen Kursachsen besitzen. Der Herzog verpflichtet sich zur Neutralität und erhält im Gegenzug die Schutzherrschaft über das Hochstift Halberstadt und das Erzstift Magdeburg übertragen. Auch eine Reihe weiterer protestantischer Fürsten wie Markgraf Hans von Brandenburg-Küstrin, Herzog Erich von Braunschweig und Markgraf Albrecht Alcibiades von Brandenburg-Kulmbach kann der Kaiser auf seine Seite ziehen.

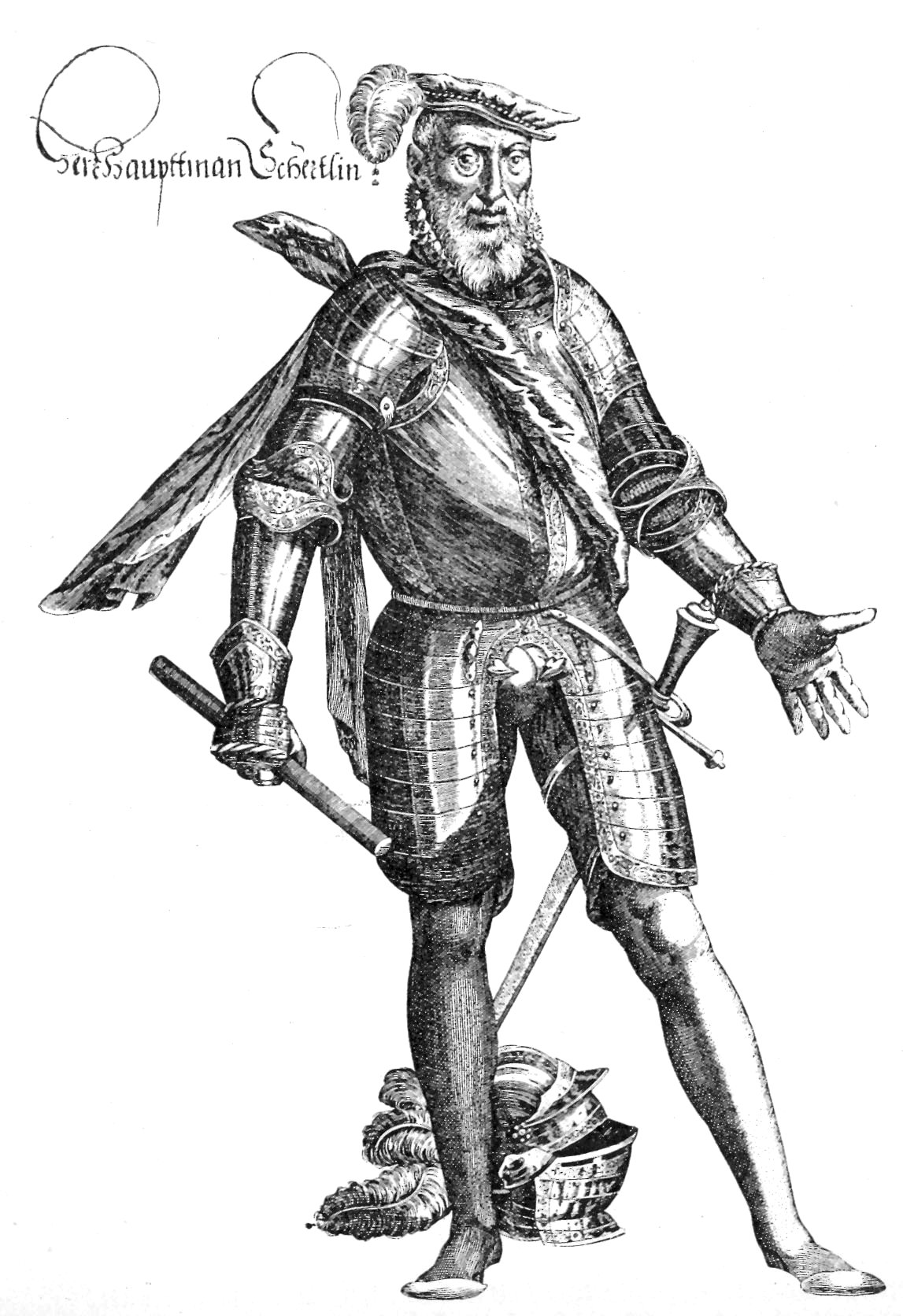
Sebastian Schertlin von Burtenbach

- 4. Juli: Kurfürst Johann Friedrich I. von Sachsen und Landgraf Philipp I. von Hessen treffen einander in Ichtershausen, um den Kriegsvorbereitungen Karls entgegenzutreten. Sie entschließen sich zu einem Präventivkrieg. Sie stellen innerhalb weniger Tage im Süden des Reichs ein 16.000 Mann starkes Heer unter der Führung von Sebastian Schertlin von Burtenbach zusammen. Gleichzeitig werden auch im Norden über 20.000 Mann zusammengezogen, während Karl V. zu Beginn des Schmalkaldischen Krieges nur rund 1.000 Mann zur Verfügung hat.
- 10. Juli: Der Schmalkaldische Bund unter Sebastian Schertlin besetzt Füssen.

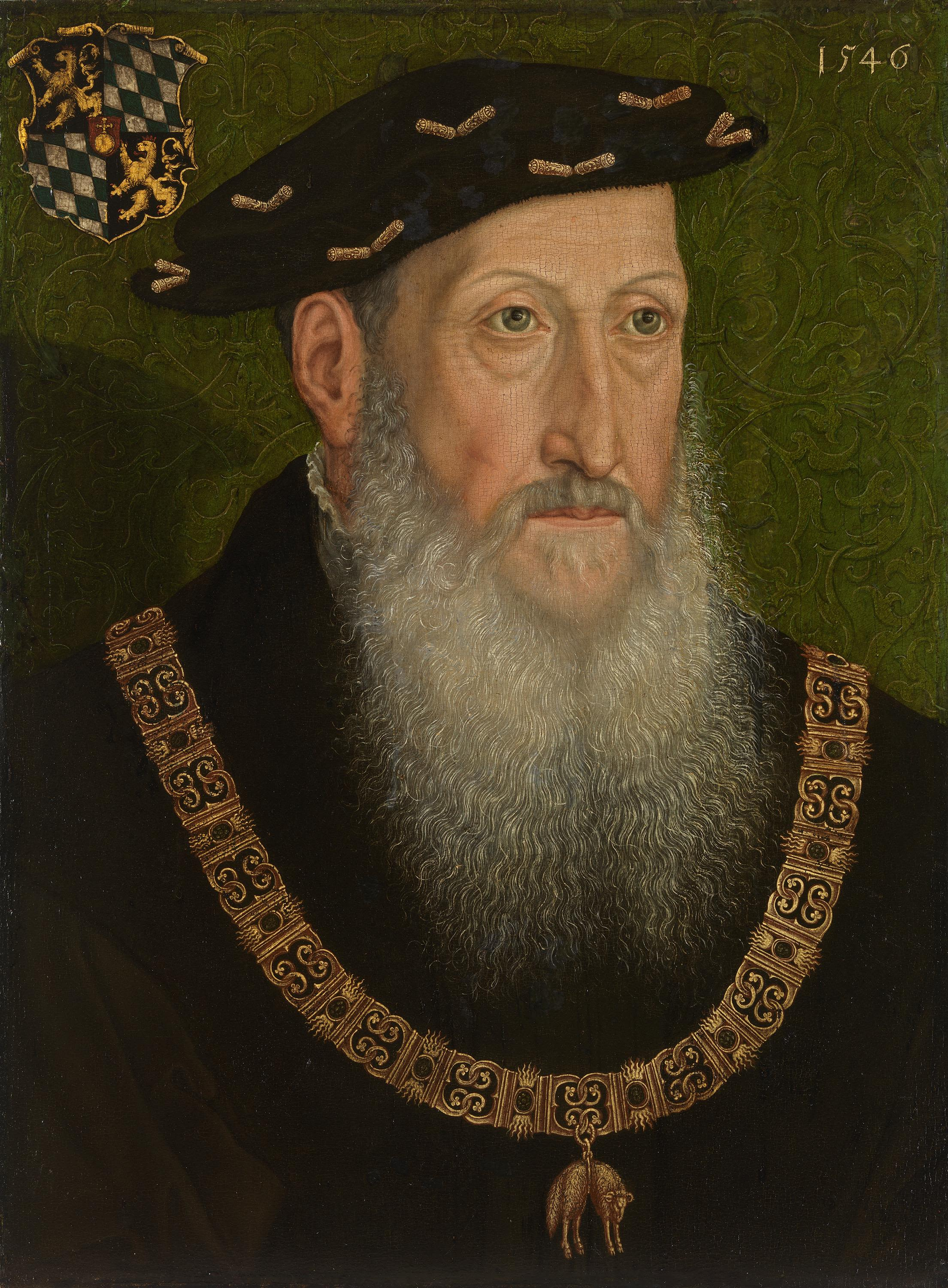
Friedrich II. von der Pfalz

- 20. Juli: Kaiser Karl V. verhängt über die Kurfürsten Johann Friedrich I. von Sachsen und Friedrich II. von der Pfalz sowie Landgraf Philipp I. von Hessen die Reichsacht.
- Ende Juli: Die beiden protestantischen Heere vereinigen sich bei Donauwörth.
- 24. August: Die protestantische Seite versucht, den Kaiser, der immer noch dabei ist, Truppen zu sammeln, bei der Festung Ingolstadt zu einer Entscheidungsschlacht zu zwingen, der dieser aber ausweicht.
- 4. Oktober: Dem Kaiser gelingt es bei Nördlingen neuerlich, einer entscheidenden Schlacht auszuweichen.
- Mitte Oktober: Im kaiserlichen Lager brechen Krankheiten aus.
- Ende Oktober: Ferdinand I. fällt mit seinem Heerführer Sebastian von Weitmühl von Böhmen aus in Kursachsen ein und erobert Plauen. Gleichzeitig erklärt auch Moritz von Sachsen, dem die sächsische Kurwürde versprochen worden ist, seinem ernestinischen Cousin den Krieg. Rasch werden große Teile von Kursachsen erobert.
- 1. November: Sebastian von Weitmühl besiegt in der Schlacht bei Oelsnitz protestantische Gegner.
- 16. November: Nach Streitigkeiten mit Philipp von Hessen, der zuerst das kaiserliche Heer besiegen will, zieht Johann Friedrich I. von Sachsen seine Truppen aus dem Schmalkaldischen Heer ab und kehrt nach Sachsen zurück, womit der Kaiser plötzlich die Oberhand im Süden des Reichs hat.
- Weihnachten: Ulrich von Württemberg und Kurfürst Friedrich von der Pfalz beugen sich der kaiserlichen Übermacht und unterschreiben Verträge, die sie zu Neutralität und hohen Geldzahlungen verpflichten.
- Ende des Jahres: Die isolierten oberdeutschen Reichsstädte kapitulieren vor dem Kaiser und müssen zum Teil schwere Demütigungen hinnehmen.

### Wissenschaft und Technik
- Dezember: Das Trinity College in Cambridge wird gegründet.
- Georgius Agricola veröffentlicht das Handbuch zur Mineralogie De natura fossilium.
- Georgius Agricola verfasst in Chemnitz das Werk De veteribus et novis metallis.
- Girolamo Fracastoro veröffentlicht sein Hauptwerk De Contagione et contagiosis morbis et eorum curatione, libri tres, in der er seine Theorie von der Ansteckung durch seminaria morbi (Krankheitskeime) wissenschaftlich untermauert.
- Die Herzog-Albrechts-Schule in Rastenburg wird vom preußischen Herzog Albrecht als Lateinschule gegründet.

### Religion und Gesellschaft
In Regensburg findet vom 27. Januar bis 10. März das Regensburger Religionsgespräch statt. Da dieses von Kaiser Karl V. nur einberufen worden ist, um von seinen Kriegsvorbereitungen gegen den Schmalkaldischen Bund abzulenken, und die Seite der Reformation mit dem Tod Martin Luthers am 18. Februar ihren geistigen Führer verliert, verläuft das Gespräch erwartungsgemäß ergebnislos.

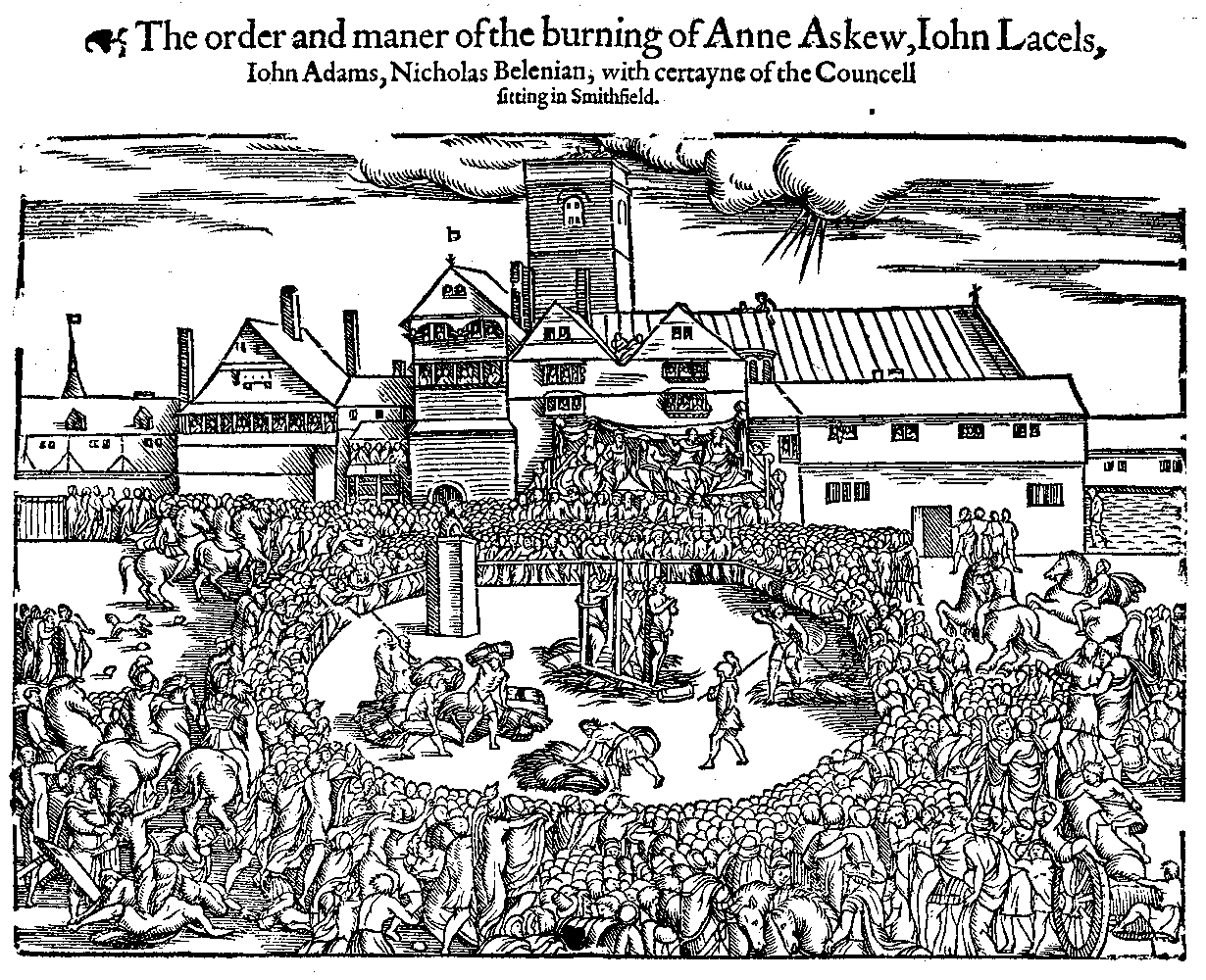
Die Hinrichtung von Anne Askew

- Die Protestantin Anne Askew wird am 16. Juli in England als Ketzerin verbrannt.

### Katastrophen
- 1545/1546: Der erste Ausbruch von Cocolitztli, einem hämorrhagischen Fieber, kostet mindestens 800.000 Menschen in Mexiko das Leben.

## Geboren

### Geburtsdatum gesichert
- 27. Januar: Joachim Friedrich, Kurfürst von Brandenburg († 1608)
- 01. Februar: Heinrich Petreus, deutscher Jurist und Humanist († 1615)
- 11. Februar: Philipp Eduard Fugger, deutscher Handelsherr († 1618)
- 14. Februar: Johannes Pistorius der Jüngere (Niddanus), deutscher Arzt, Historiker, katholischer Theologe und Politiker († 1608)
- 13. März: Johann Wolfgang Freymann, deutscher Jurist und Reichsvizekanzler des Heiligen Römischen Reiches († 1610)
- 21. März: Bartholomäus Spranger, flämischer Maler († 1611)

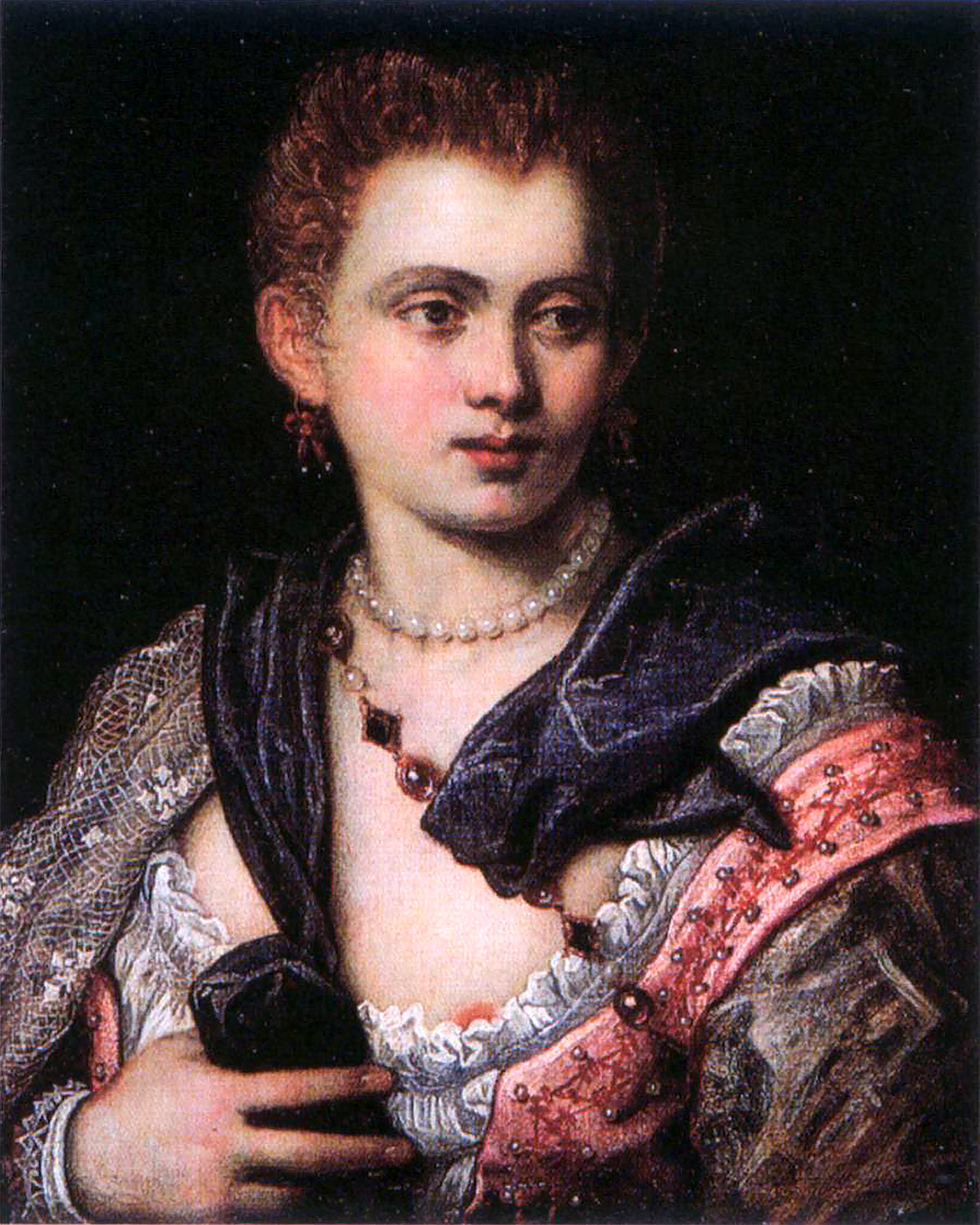
Jacopo Tintoretto: Porträt von Veronica Franco (1575)

- 25. März: Veronica Franco, Dichterin der italienischen Renaissance und Kurtisane († 1591)
- 27. März: Johannes Piscator, elsässischer reformierter Theologe und Bibelübersetzer († 1625)
- 15. April: Christoph Ulrich von Pappenheim, deutscher Militär († 1599)
- 20. April: Bernardo de Sandoval y Rojas, Erzbischof von Toledo († 1618)
- 05. Mai: Petrus Wesenbeck, flämischer Jurist († 1603)
- 21. Mai: Madeleine de L’Aubespine, französische Schirmherrin, Dichterin und Übersetzerin († 1596)
- 14. Juni: Wolfgang II. von Hohenlohe, Graf von Hohenlohe und Herr von Langenburg († 1610)
- 24. Juni: Robert Parsons, englischer Jesuit und Politiker († 1610)
- 29. Juni: Dorothea von Dänemark, Herzogin von Braunschweig-Lüneburg († 1617)
- 04. Juli: Murad III., Sultan des Osmanischen Reiches († 1595)
- 25. Juli: Cornelis de Groot, niederländischer Rechtswissenschaftler († 1610)
- 31. August: Daniel Adam z Veleslavína, böhmischer Schriftsteller, Historiker und Verleger († 1599)
- 07. Oktober: Dietrich von Fürstenberg, Fürstbischof von Paderborn († 1618)
- 30. November: Wolf Ernst zu Stolberg, Landesherr verschiedener Stolberger und Wernigerodaer Landesteile († 1606)

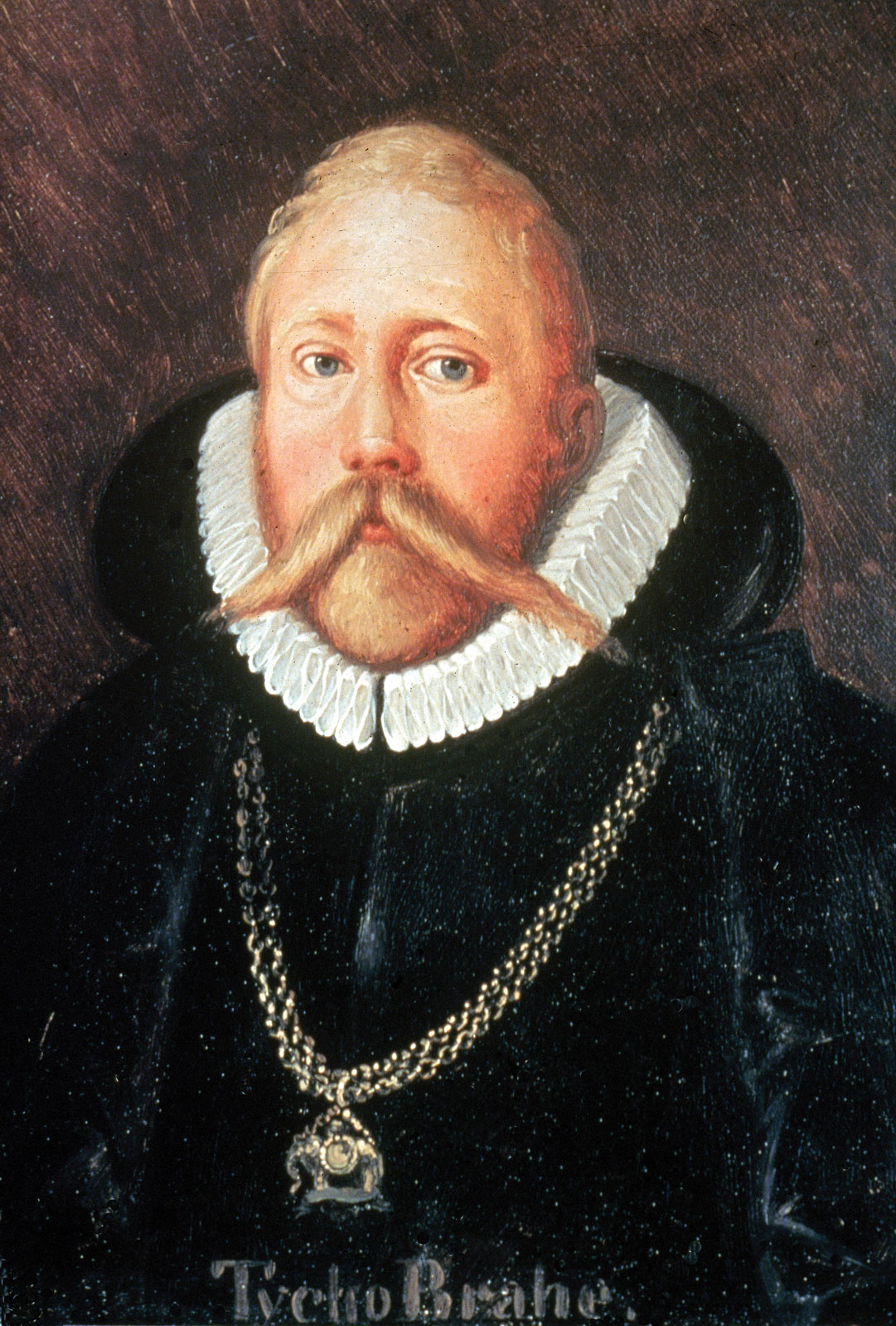
Tycho Brahe

- 14. Dezember: Tycho Brahe, dänischer Astronom († 1601)

### Genaues Geburtsdatum unbekannt
- Juni: Claud Hamilton, 1. Lord Paisley, schottischer Adeliger († 1621)
- Juni: Jakob Rem, in Bayern tätiger katholischer Priester und Jugendseelsorger († 1618)
- Peder Aagesen, dänischer  Philologe († 1591)
- Adam II., Oberstkanzler von Böhmen und Prager Oberstburggraf († 1596)
- Joachim a Burck, deutscher Komponist († 1610)
- Urban Pierius, deutscher evangelischer Theologe († 1616)

### Geboren um 1546
- um 1546/1547: Johann Fischart, deutscher Schriftsteller († 1591)

## Gestorben

### Todesdatum gesichert
- 06. Januar: Caspar Löner, deutscher Reformator und Kirchenliedkomponist (* um 1493/95)
- 11. Januar: Ernst I., der Bekenner, Fürst von Braunschweig-Lüneburg (* 1497)
- 18. Januar: Blasco Núñez de Vela, Vizekönig von Peru (* 1490)
- 31. Januar: Gaudenzio Ferrari, italienischer Maler (* um 1477/78)

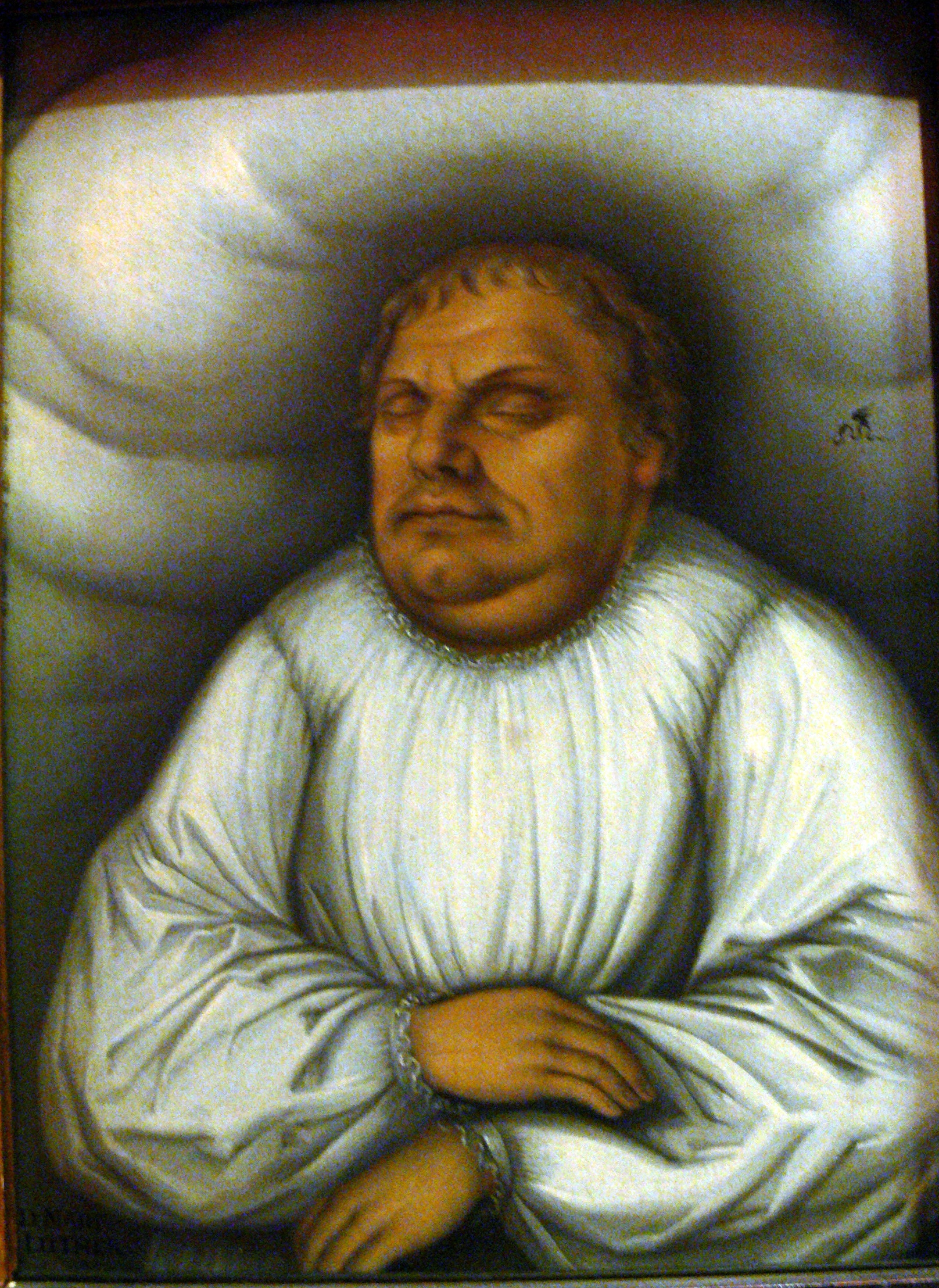
Luther auf dem Totenbett

- 18. Februar: Martin Luther, deutscher Reformator (* 1483)
- 23. Februar: François de Bourbon, Graf von Enghien,  französischer Feldherr (* 1519)
- 01. März: George Wishart, schottischer Reformer und Märtyrer (* 1513)
- 25. März: Konrad Cordatus, deutscher lutherischer Theologe und Reformator (* um 1480)
- 03. April: Mikuláš Konáč z Hodiškova, tschechischer Drucker, Verleger, Übersetzer und Schriftsteller
- 07. April: Friedrich Myconius, deutscher Prediger und Reformator (* 1490)
- 17. Mai (verm.): Bartholomäus VI. Welser, Augsburger Patrizier und Konquistador (* 1512)
- 29. Mai: David Beaton, schottischer Kardinal (* 1494)
- 04. Juli: Pietro Bonomo, Humanist, Politiker und Bischof von Triest und Wien (* 1458)
- 04. Juli: Khair ad-Din Barbarossa, osmanischer Korsar im westlichen Mittelmeer, Herrscher von Algier, Kapudan Pascha (* 1467)
- 16. Juli: Anne Askew, englische protestantische Märtyrerin (* 1521)
- 01. August: Peter Faber, französischer Geistlicher, einer der Gefährten des Ignatius von Loyola und Mitbegründer der Jesuiten (* 1506)
- 01. August: Erasmus Ritter, deutsch-schweizerischer Theologe und Reformator (* um 1481)
- 03. August: Antonio da Sangallo der Jüngere, italienischer Architekt und Festungsbauer (* 1484)
- 10. August: William Thynne, englischer Höfling und Herausgeber (* um 1500)
- 12. August: Francisco de Vitoria, Moraltheologe, Begründer der spanischen Spätscholastik  (* um 1483)
- 03. September: Petru Rareș, Woiwode des Fürstentums Moldau (* 1483)
- 17. September: Juan de Carvajal, spanischer Konquistador und Gründer der Stadt El Tocuyo (* 1509 oder 1510)
- 21. September: Pankratius Klemme, deutscher evangelisch-lutherischer Theologe und Reformator (* um 1475)
- 05. Oktober: Jorge Robledo, spanischer Konquistador (* um 1500)
- 06. Oktober: Pierre Leclerc und Gefährten, französische evangelische Märtyrer
- 14. Oktober: Johann Magenbuch, deutscher Mediziner und Leibarzt (* 1487)
- 23. Oktober: Peter Flötner, deutscher Baumeister, Bildhauer, Gold- und Silberschmied, Grafiker, Medailleur und Bildschnitzer (* um 1490)
- 01. November: Giulio Romano, italienischer Maler, Architekt und Baumeister (* 1499)
- 27. Dezember: Johann Schnabel, deutscher evangelischer Theologe und Reformator

### Genaues Todesdatum unbekannt
- Camillo Boccaccino, italienischer Maler (* 1501)
- Sibylla Rehlinger, Augsburger Bürgersfrau, Ehefrau von Jakob Fugger und Konrad Rehlinger d. Ä. (* um 1480)
- Jan z Koszyczek, polnischer Übersetzer (* vor 1490)
- Mirabai, indische Mystikerin und Dichterin (* um 1498)